# 모어 화자 수순 인도 언어 목록
인도에서는 수많은 언어가 쓰이고 이 중 대부분이 인도유럽어족(약 74%), 드라비다어족(약 24%), 오스트로아시아어족 문다어파(약 1.2%), 중국티베트어족 티베트버마어파(약 0.6%)에 속한다.

## 개요
힌디어는 모국어 화자가 인도인 전체의 41%로 가장 널리 쓰인다. 2001년 조사에서 인도 영어의 모국어 화자는 22만 6449 명이었고 1991년 조사에서는 영어 화자가 9천만 명 이었다. 13개의 언어 사용자가 인도 인구 중 1%를 넘으며 이들 언어 화자는 전 인도 인구의 95%였으며 이들 언어 모두는 인도의 공용어로 지정됐다. 이 외에도 산탈리어(0.64%), 네팔어(0.28%), 신디어(0.25%), 마니푸르어(0.14%), 보도어(0.13%), 도그리어(0.01%) 등이 있다. 공용어가 아닌 언어에는 빌리어(0.95%), 곤드어(0.27%), 쿠마오니어(0.21%), 툴루어(0.17%), 쿠룩스어(0.10%)가 쓰인다.

## 모어 화자 수순 목록
모어 화자 수를 기준으로 배열됐다. 1991년 기준으로 이중언어화자 19.4%, 삼중언어화자는 7.2%이기에 총 '모국어'의 화자는 127%다.

### 화자 100만 명 이상
2001년 조사에서 29개의 언어가 백 만 명 이상의 모어 화자를 가진 것으로 나타났다.
| 순위 | 언어       | 2001년 조사 (총 인구 1,028.610,328명 ) | 2001년 조사 (총 인구 1,028.610,328명 ) | 1991년 조사 (총 인구 population 838,583,988명) | 1991년 조사 (총 인구 population 838,583,988명) |  |
|      |            | 화자                                   | %                                      | 화자                                           | %                                              |  |
| 1    | 힌디어     | 422,048,642                            | 41.03%                                 | 329,518,087                                    | 39.29%                                         |  |
| 2    | 벵골어     | 83,369,769                             | 8.11%                                  | 69,595,738                                     | 8.30%                                          |  |
| 3    | 텔루구어   | 74,002,856                             | 7.19%                                  | 66,017,615                                     | 7.87%                                          |  |
| 4    | 마라티어   | 71,936,894                             | 6.99%                                  | 62,481,681                                     | 7.45%                                          |  |
| 5    | 타밀어     | 60,793,814                             | 5.91%                                  | 53,006,368                                     | 6.32%                                          |  |
| 6    | 우르두어   | 51,536,111                             | 5.01%                                  | 43,406,932                                     | 5.18%                                          |  |
| 7    | 구자라트어 | 46,091,617                             | 4.48%                                  | 40,673,814                                     | 4.85%                                          |  |
| 8    | 칸나다어   | 37,924,011                             | 3.69%                                  | 32,753,676                                     | 3.91%                                          |  |
| 9    | 말라얄람어 | 33,066,392                             | 3.21%                                  | 30,377,176                                     | 3.62%                                          |  |
| 10   | 오리야어   | 33,017,446                             | 3.21%                                  | 28,061,313                                     | 3.35%                                          |  |
| 11   | 펀잡어     | 29,102,477                             | 2.83%                                  | 23,378,744                                     | 2.79%                                          |  |
| 12   | 아삼어     | 13,168,484                             | 1.28%                                  | 13,079,696                                     | 1.56%                                          |  |
| 13   | 마이틸리어 | 12,179,122                             | 1.18%                                  | 7,766,921                                      | 0.926%                                         |  |
| 14   | 빌어       | 9,582,957                              | 0.93%                                  |                                                |                                                |  |
| 15   | 산탈리어   | 6,469,600                              | 0.63%                                  | 5,216,325                                      | 0.622%                                         |  |
| 16   | 카슈미르어 | 5,527,698                              | 0.54%                                  |                                                |                                                |  |
| 17   | 네팔어     | 2,871,749                              | 0.28%                                  | 2,076,645                                      | 0.248%                                         |  |
| 18   | 곤드어     | 2,713,790                              | 0.26%                                  |                                                |                                                |  |
| 19   | 신디어     | 2,535,485                              | 0.25%                                  | 2,122,848                                      | 0.253%                                         |  |
| 20   | 콘칸어     | 2,489,015                              | 0.24%                                  | 1,760,607                                      | 0.210%                                         |  |
| 21   | 도그리어   | 2,282,589                              | 0.22%                                  |                                                |                                                |  |
| 22   | 칸데시어   | 2,075,258                              | 0.21%                                  |                                                |                                                |  |
| 23   | 쿠룩스어   | 1,751,489                              | 0.17%                                  |                                                |                                                |  |
| 24   | 툴루어     | 1,722,768                              | 0.17%                                  |                                                |                                                |  |
| 25   | 마니푸르어 | 1,466,705                              | 0.14%                                  | 1,270,216                                      | 0.151%                                         |  |
| 26   | 보도어     | 1,350,478                              | 0.13%                                  | 1,221,881                                      | 0.146%                                         |  |
| 27   | 카시어     | 1,128,575                              | 0.11%                                  |                                                |                                                |  |
| 28   | 문다리어   | 1,061,352                              | 0.103%                                 |                                                |                                                |  |
| 29   | 호어       | 1,042,724                              | 0.101%                                 |                                                |                                                |  |

## 같이 보기
- 인도의 공용어 목록